# Deutsches Meisterschaftsrudern 2016
Das 127. Deutsche Meisterschaftsrudern wurde 2016 auf dem Fühlinger See in Köln und dem Elfrather See in Krefeld ausgetragen. Insgesamt gab es 17 Medaillenentscheidungen. Dabei wurden in insgesamt 10 Bootsklassen bei den Männern und 7 bei den Frauen Deutsche Meister ermittelt.

## Medaillengewinner

### Männer
| Bootsklasse                           | Gold | Silber | Bronze |
| ------------------------------------- | --- | --- | --- |
| Einer                                 | Philipp-André Syring (RC Magdeburg) | Stephan Krüger (ORC Rostock von 1956) | Lars Hartig (Friedrichstädter RG von 1926) |
| Doppelzweier                          | Rgm. Karlsruher RV Wiking / Mainzer RV von 1878 Cedric Kulbach Jason Osborne | Stuttgarter RG von 1899 Florian Roller Emil Schmidberger | Rgm. RTHC Bayer Leverkusen / ARC zu Münster Heiner Schwartz Michael Weppelmann                                                                                 |
| Zweier ohne Steuermann                | Rgm. RTHC Bayer Leverkusen / Berliner RC Anton Braun Felix Drahotta | Rgm. RV Treviris 1921 Trier / RC Bergedorf Richard Schmidt Eric Johannesen | Rgm. Lübecker RG von 1885 / Schweriner RG von 1874/75 Maximilian Munski Hannes Ocik                                                                            |
| Doppelvierer                          | Rgm. Karlsruher RV Wiking von 1879 / RV Dorsten / Koblenzer RC Rhenania / Mainzer RV von 1878 Cedric Kulbach Benedikt Oliver Müller Timo Piontek Jason Osborne | Rgm. Frankfurter RG Germania / Offenbacher RG Undine Johannes Ursprung Raymund Bareuther Jonathan Koch Maximilian Fränkel                                                                        | Stuttgarter RG von 1899 Mathias Mages Moritz Korthals Michael Sauer Maximilian Hess                                                                            |
| Vierer ohne Steuermann                | Frankfurter RG Germania 1869 Clemens Barth Nico Merget Moritz Bock Alexander Usen | RG Wiking Berlin Lukas Oldach Daniel Lawitzke Niklas Mäger Edvin Novak | Crefelder RC 1883 Jakob Gebel Lukas Geller Jacob Schulte-Bockholt Marc Leske                                                                                   |
| Achter                                | Rgm. Celler RV / RC Germania Düsseldorf / RV Dorsten / RC Westfalen Herdecke / RV Emscher Wanne-Eickel Herten / RTHC Bayer Leverkusen / Bernburger RC / Lübecker RK Johannes Weißenfeld Finn Schröder Maximilian Planer Peter Kluge René Stüven Dominic Imort Lukas Frederik Müller Felix Krane Anna Dames (Stf.) | Rgm. Frankfurter RG Germania 1869 / Crefelder RC 1883 Moritz Bock Jacob Schulte-Bockholt Ivan Saric Yannick Burg Jonas Kilthau Alexander Usen Clemens Barth Nico Merget Max Schwartzkopff (Stm.) | Berliner RC Hendrik Kaltenborn Fabio de Oliveira Jonas Schützeberg Clemens Ernsting Anton Finger René Schmela Anton Braun Maximilian Korge Martin Sauer (Stm.) |
| Leichtgewichts-Einer                  | Moritz Moos (Mainzer RV von 1878) | Jason Osborne (Mainzer RV von 1878) | Konstantin Steinhübel (ARC Würzburg) |
| Leichtgewichts-Doppelzweier           | Rgm. RC Hansa von 1898 / Siegburger RV 1910 Patrik Stöcker Jan Knipschild | Frankfurter RG Germania Johannes Ursprung Carsten Dehler | TV 1877 Essen-Kupferdreh Sebastian Ridder Jannik Heil |
| Leichtgewichts-Zweier ohne Steuermann | Rgm. Frankfurter RG Germania 1869 / RG Treis-Karden 1969 Felix Brummel Alexander Diedrich | Rgm. Frankfurter RG Germania 1869 / Mühlheimer RV von 1911 Jonas Kilthau Tobias Schad | Rgm. Der Hamburger und Germania RC / RC Allemannia von 1866 Hamburg Jascha Ningelgen Sven-Eric Berger                                                          |
| Leichtgewichts-Vierer ohne Steuermann | Rgm. Mannheimer RV Amicitia / RC Nürtingen 1921 / Mainzer RV von 1878 Paul Hotz Marvin Rüdt Leon Joost Janis Seidenfaden | Keine weiteren Boote am Start. | Keine weiteren Boote am Start. |

### Frauen
| Bootsklasse                 | Gold | Silber | Bronze |
| --------------------------- | --- | --- | --- |
| Einer                       | Marie-Cathérine Arnold (Hannoverscher RC von 1880) | Lisa Schmidla (Crefelder RC 1883) | Annekatrin Thiele (SC DHfK Leipzig)                                                                            |
| Doppelzweier                | Rgm. Hanauer RC Hassia / RV Waltrop von 1928 Tina Christmann Franziska Kampmann | Frankfurter RG Germania 1869 Leonie Pless Katrin Thoma | RV Münster von 1882 Luisa Neerschulte Marie Verspohl                                                           |
| Zweier ohne Steuerfrau      | Rgm. Greifswalder RC Hilda 1892 / Mainzer RV von 1878 Friederike Reißig Leah Labudde | Rgm. Greifswalder RC Hilda 1892 / ORC Rostock von 1956 Laura Prieß Carolin Dold | Hannoverscher RC von 1880 Frauke Lange Janka Kirstein                                                          |
| Doppelvierer                | Rgm. Frankfurter RG Germania / Rostocker RC von 1885 Leonie Pless Katrin Thoma Lisa Farthöfer Julia Leiding | Rgm. ETuF Essen / Essen-Werdener RC Mareike Adams Janina Hanßen Carolin Roose Leonie Neuhaus | Rgm. Hanauer RC Hassia / RV Waltrop von 1928 Tina Christmann Franziska Kampmann Annika Jacobs Charlotte Meinen |
| Achter                      | Rgm. Stuttgarter RG von 1899 / Ulmer RC Donau / Donau-RC Ingolstadt / Lauinger RuSC Donau / Münchener RC von 1880 / Osnabrücker RV / Kettwiger RG von 1906 / Bessel-RC Minden / Neusser RV Julia Barz Sophie Oksche Pia Greiten Anna-Maria Brendel Svenja Leemhuis Elisaveta Sokolkova Constanze Duell Alexandra Höffgen Inga Thöne (Stf.) | Rgm. Lübecker RG von 1885 / Tübinger RV Fidelia Sarah Falke Anke Friederike Bruß Birte Kirschstein Lena Schröder Lynn Jessen Johanna Brast Levke Gill Clara Redetzki Larina Aylin Hillemann (Stf.) | Keine weiteren Boote am Start.                                                                                 |
| Leichtgewichts-Einer        | Marie-Louise Dräger (ORC Rostock von 1956) | Ronja Fini Sturm (RC Havel Brandenburg) | Anja Noske (RV Saarbrücken)                                                                                    |
| Leichtgewichts-Doppelzweier | RC Hansa von 1898 Laura Heinemann Jessika Preyss | Keine weiteren Boote am Start. | Keine weiteren Boote am Start.                                                                                 |